# شط الجبن (فرع العدين)

تعديل مصدري - تعديل

شط الجبن محلة تابعة لقرية اسفل حيران، التابعة لعزلة المزاحن بمديرية فرع العدين إحدى مديريات محافظة إب في الجمهورية اليمنية، بلغ تعداد سكانها 50 حسب تعداد اليمن لعام 2004.